# Épine nasale antérieure du corps du maxillaire
L'épine nasale antérieure du corps du maxillaire, est une saille osseuse triangulaire de la face antérieure du corps du maxillaire. Elle prolonge en avant la suture intermaxillaire entre les deux os maxillaires. 

## Aspect clinique
L'épine nasale antérieure du corps du maxillaire est un repère craniométrique situé au niveau des narines dans la partie la plus haute du philtrum.
L'épine nasale antérieure du corps du maxillaire est rarement sujet de fracture.

## Galerie

Les épines nasales antérieures (en rouge).
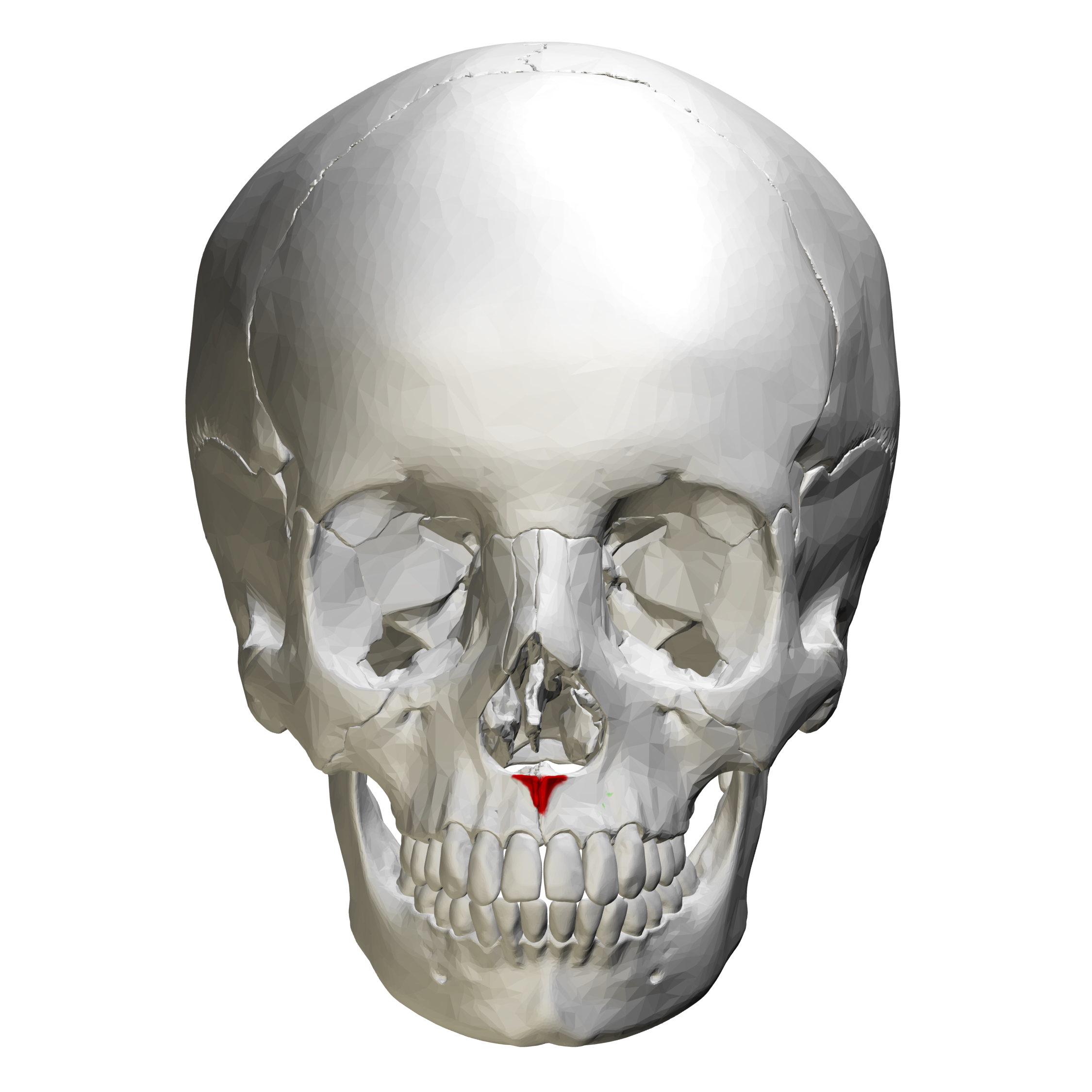
Les épines nasales antérieures (en rouge).
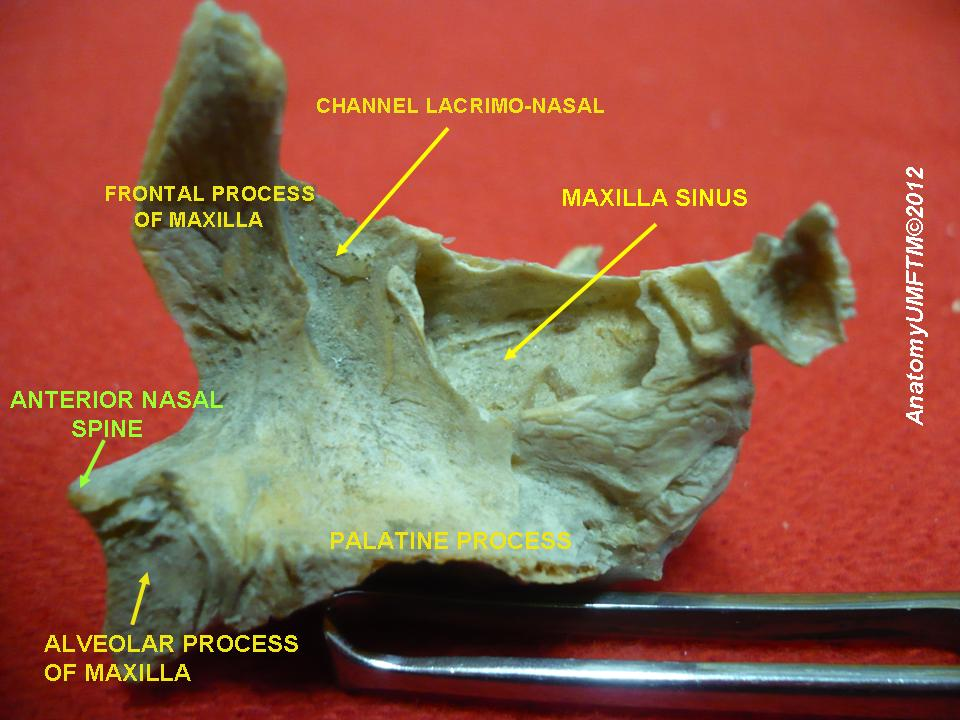
L'épine nasale antérieure droite (anterior nasal spine).